# ピコッピクッピカッて恋してよ
「ピコッピクッピカッて恋してよ」（ピコッピクッピカッてこいしてよ）は、でんぱ組.incの楽曲。同グループ2枚目のシングルとして2011年7月6日にLantisから発売された。

## 概要
当時「秋葉原ディアステージの秘蔵っ子」と呼ばれていたでんぱ組.incのセカンドシングルであり、初のアニメタイアップとなる。また、ファーストシングル「Kiss+kissでおわらない/Star☆tin'」は、カップリング曲「Star☆tin'」をULTRA-PRISMが歌っているため、本作がでんぱ組.inc単体での初のシングルとなった。当初は2011年4月27日に発売される予定であったが、東日本大震災の影響により7月に延期された経緯がある。
表題曲「ピコッピクッピカッて恋してよ」は、OVA『Baby Princess 3Dぱらだいす0』のエンディングテーマに起用されている。カップリング曲の「Mirror Magic?」はかつて秋葉原ディアステージなどで販売された同名シングル（CD-R盤）の再録音ヴァージョンである。

## 収録内容
全編曲：小池雅也
1. ピコッピクッピカッて恋してよ [4:30]
作詞：畑亜貴、作曲：小池雅也
  - OVA『Baby Princess 3Dぱらだいす0［ラブ］』エンディングテーマ
2. Mirror Magic? [4:29]
作詞：綾菓、作曲：来兎
3. ピコッピクッピカッて恋してよ (Off Vocal)
4. Mirror Magic? (Off Vocal)